# 샤우트캐스트

샤우트캐스트(SHOUTcast)는 널소프트에서 MP3를 이용한 스트리밍 기술로 누구나 쉽게 윈엠프를 이용한 방송을 할 수 있게 해 주는 도구이다. 다시 말해, 샤우트캐스트는 널소프트에서 만든 스트리밍 기술의 명칭이다.

## 역사
- ShoutCast Source DSP 1.5.X는 윈도 내장 프라운호퍼 MP3로 제한적 56KB까지의 제한적 방송이 가능하였다. (코덱을 설치하면 늘릴 수 있음)
- ShoutCast Source DSP 1.8.X버전에서는 LAME 인코더를 사용하여 MP3가 제공 할 수 있는 모든 KB를 지원한다.
- ShoutCast Source DSP 1.9.X버전부터는 AAC PLUS V2를 지원하여 더욱더 고품질 방송을 할 수 있게 되었다.

## 특징
샤우트캐스트를 사용하기 위해선 윈엠프가 필요하다. 윈엠프의 DSP플러그인인 ShoutCast Source DSP를 이용해 방송 서버인 샤우트캐스트 서버에 MP3 데이터를 전송시켜서 방송을 하는 것이다 하지만 개인 사용자에 경우 별도로 샤우트 캐스트 서버 프로그램을 받아서 실행시켜서 해당 프로그램쪽 포트로 전송해줘야 가능하다 이로써 다른 사용자들도 사용자가 방송하는 개인 서버로 접속하여 샤우트케스트 방송을 감상할 수 있다. 샤우트캐스트의 기본 포트는 8000이며 사용자가 임의로 바꿀 수 있으나 포트를 바꾸면 다른 사용자에게도 포트 번호를 알려 주어야 한다.

## 같이 보기
- 아이스캐스트